# Andy Faustin
Andy Faustin (Sarcelles, 25 maart 1997) is een Frans-Haïtiaans voetballer die bij voorkeur als aanvaller speelt. 

## Clubcarrière
Faustin is afkomstig uit de jeugdcademie van Valenciennes. Op 17 augustus 2015 debuteerde hij in de Ligue 2 tegen FC Metz. Op 27 januari 2017 maakte de aanvaller zijn eerste competitietreffer tegen Stade Brestois. Op 31 augustus 2017, de laatste dag van de zomerse transferperiode, werd bekend dat hij naar Zulte-Waregem trekt. Faustin zette zijn handtekening onder een driejarig contract met optie op een extra jaar. Na een jaar werd zijn contract ontbonden en vertrok hij naar Roemenië.

## Clubstatistieken[5]
| Seizoen | Club             | Competitie      | Competitie | Competitie | Beker | Beker | Internat. | Internat. | Overig | Overig | Totaal | Totaal |
| Seizoen | Club             | Competitie      | Wed.       | Dlp.       | Wed.  | Dlp.  | Wed.      | Dlp.      | Wed.   | Dlp.   | Wed.   | Dlp.   |
| ------- | ---------------- | --------------- | ---------- | ---------- | ----- | ----- | --------- | --------- | ------ | ------ | ------ | ------ |
| 2015/16 | Valenciennes FC  | Ligue 2         | 2          | 0          | 0     | 0     | 0         | 0         | 0      | 0      | 2      | 0      |
| 2016/17 | Valenciennes FC  | Ligue 2         | 20         | 2          | 1     | 0     | 0         | 0         | 0      | 0      | 21     | 2      |
| 2017/18 | SV Zulte Waregem | Eerste klasse A | 0          | 0          | 0     | 0     | 0         | 0         | 0      | 0      | 0      | 0      |
| Totaal  | Totaal           | Totaal          | 22         | 2          | 1     | 0     | 0         | 0         | 0      | 0      | 23     | 2      |